# 河野喜蔵

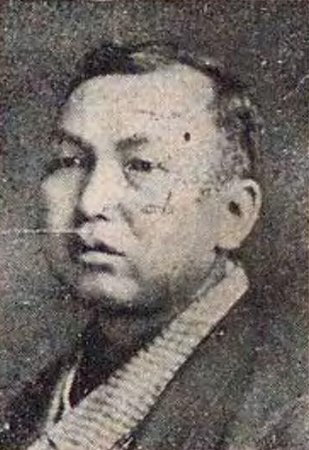
河野喜蔵

河野 喜蔵（こうの きぞう、1880年（明治13年）3月26日 - 1942年（昭和17年）4月20日）は、日本の衆議院議員（立憲政友会）。弁護士。

## 経歴
岩手県西閉伊郡宮守村（現在の遠野市）出身。第四高等学校を経て、1913年（大正2年）に東京帝国大学法科大学を卒業し、翌年に弁護士試験に合格した。盛岡市に弁護士事務所を開業し、盛岡弁護士会副会長を務めた。1919年（大正8年）からは岩手県会議員に選出され、さらに同参事会員にも選出された。
1922年（大正11年）、衆議院補欠選挙で当選を果たした。